# Parque del Sotillo de los Canónigos
El parque del Sotillo de los Canónigos (más conocido simplemente como parque del Sotillo) es un parque a las afueras de Palencia. 

## Características generales
Este parque tiene una superficie de 73 400 metros cuadrados y se accede a él por el puente de origen romano, Puentecillas. Antiguamente era el lugar de paso de los clérigos que acudían al Sotillo y de los hortelanos que cultivaban a las orillas del río.

## Localización
Este espacio verde está situado en la confluencia de los ríos Carrión y Cuérnago y se accede desde Puentecillas, un puente de origen romano. 

## Flora
Este parque, ofrece una gran superficie verde poblada ya que forma una isleta rodeada por el río Carrión, donde la vegetación predominante está formada por pinos, hayas, chopos, castaños, abedules, fresnos y olmos.  

## Actividades
Posee grandes espacios cubiertos de hierba, así como un circuito de mantenimiento y una zona de musculación, enclave para practicar deporte al aire libre con la posibilidad incluso de poder tomar el sol.
Cuenta en su interior con instalaciones deportivas como un complejo de piscinas municipales al aire libre y un campo de fútbol, que no se da uso. Cuenta con un carril bici y aparatos para ejercitarse, además de un parque para perros. 

### Mercado medieval
En la época de las fiestas populares, concretamente en la feria de San Antolín, en septiembre, se celebra en el parque un conocido mercado medieval,  que cuenta con puestos de artesanía, alimentación, restauración y talleres demostrativos de oficios. 

### Palencia Sonora

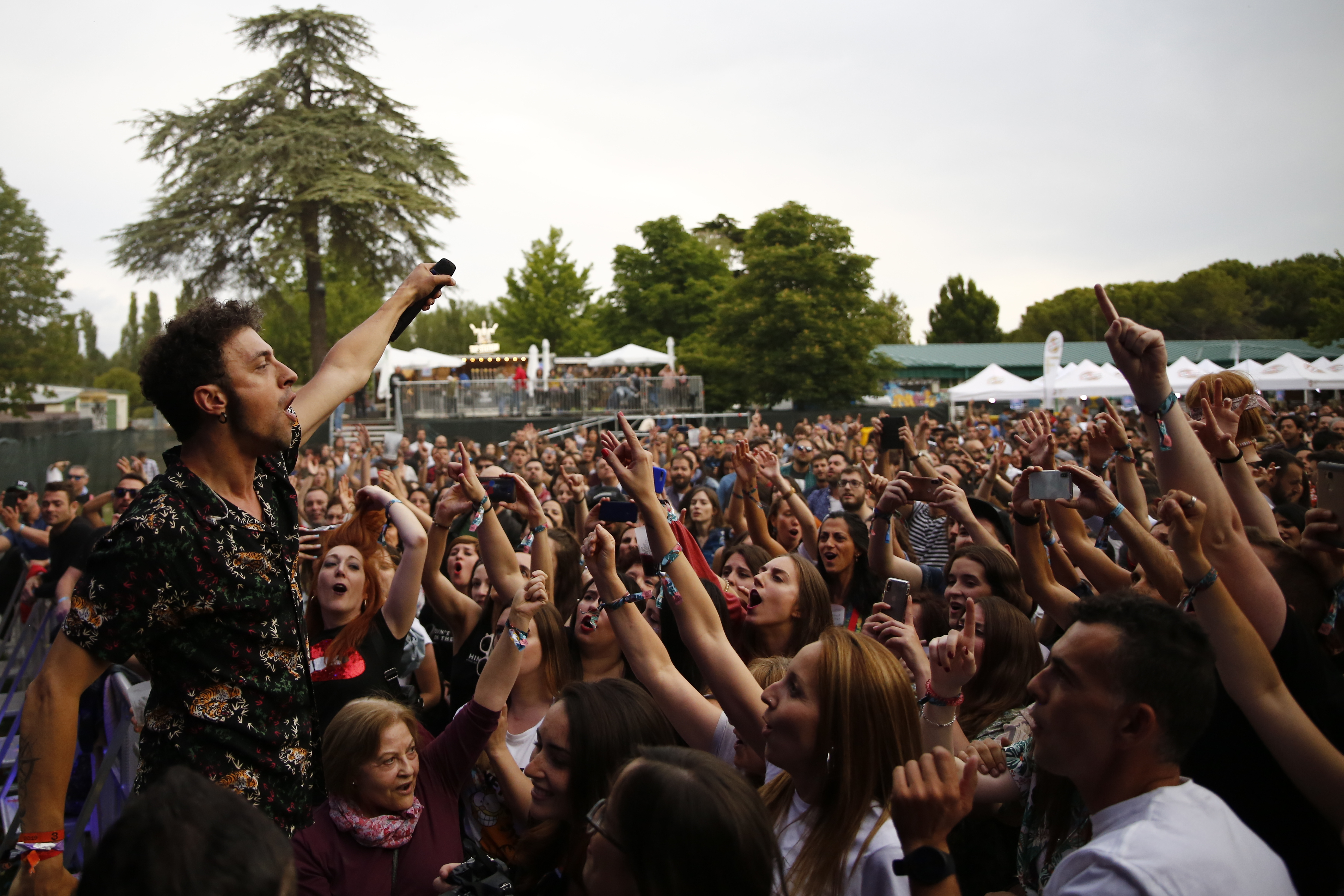
Actuación de Shinova durante el Palencia Sonora 2019.

Durante el mes de junio, el parque del Sotillo alberga un festival de música independiente llamado Palencia Sonora. Un evento organizado por la misma asociación en colaboración con el Ayuntamiento de Palencia y otras instituciones públicas.